# Galió

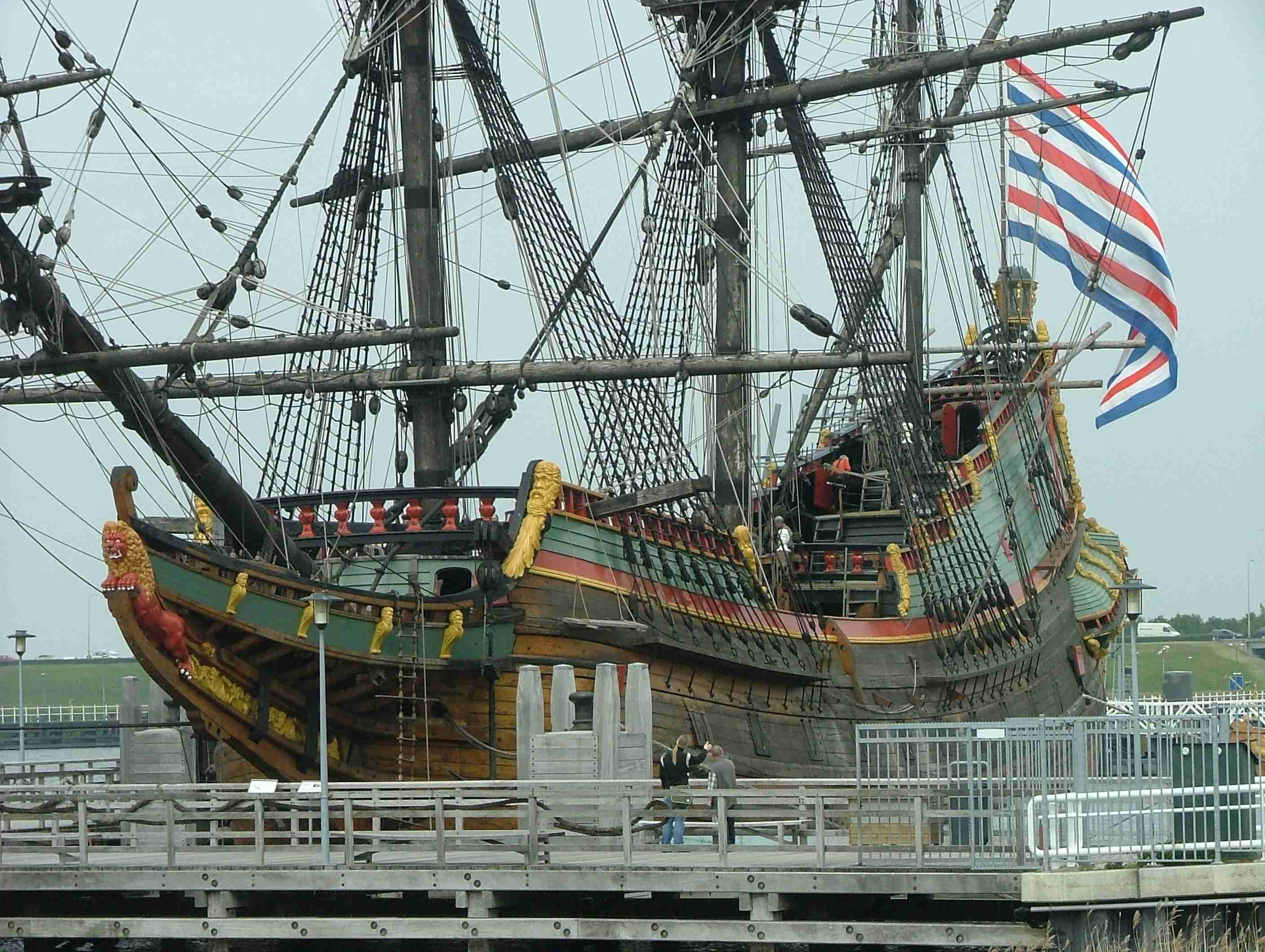
Rèplica del galió Batavia a Lelystad.

Un galió és un vaixell de vela utilitzat des de mitjan segle xvi. Consisteix en un vaixell gran, de borda alta que es movia per l'acció del vent. És una derivació de la carraca combinada amb la velocitat de la caravel·la. Els galions eren vaixells de grans prestacions, gran mida i capacitat de foc. Els galions podien ser de guerra com de càrrega i van ser usats en travesses transatlàntiques per protegir i transportar les riqueses d'Amèrica.
Cal comentar que excepcionalment hi ha hagut alguns galions amb rems. És el cas dels anomenats "Doce Apóstoles" pertanyents a la flota espanyola i construïts per encàrrec de Felip II.
Un galió generalment tenia 40 m de llarg, 40 canons, de tres a cinc pals, amb veles generalment quadrades, tot i que n'hi havia de vela llatina com les galiasses i una dotació de 800 tripulants. La relació entre mànega i eslora era entre 1:3 i 1:4. La seva forma, amb castells a proa i popa era perquè, en cas d'abordatge, els tiradors tinguessin millor posició.
Eren vaixells molt temuts pels pirates, per la seva velocitat i potència de foc.

## Història
El terme galió serveix per a designar dues menes de vaixell completament diferents. La documentació existent indica, a més, una època de transició.

### Galions antics[1]
Els primers galions documentats eren vaixells relativament petits, semblants a les galeres i galiotes, que podien desplaçar-se amb rems i veles.

### Galions de transició[2]
Així poden anomenar-se els vaixells ja designats amb el nom de galions que només es desplaçaven a vela
però encara no havien evolucionat fins al disseny definitiu. L'època aproximada correspon als anys 1492-1528.

### Galions pròpiament dits[3]
Alguns autors indiquen l'inici dels galions amb els dotze galions agalerats que va construir a Cuba Pedro Menéndez de Avilés segons instruccions de Felipe II. Altres autors defensen la idea dels que anomenen proto-galions. Vaixells mercants (naus) que, un cop construïts, eren requisats i modificats per a poder resistir l'atac de corsaris i pirates. Les modificacions incloïen augmentar l'artilleria i reforçar el buc del vaixell.
Cap a 1550 els galions de disseny consolidat eren naus relativament grans, que es desplaçaven exclusivament a vela i que disposaven d'un nombre de canons important.

## Documents
La lectura directa d'algunes referències hauria de permetre la comprensió del tema i ajudar a definir l'abast de les dues menes de galions exposades.

### Sobre galions antics
- 1273. Galió de 55 rems.[1]
- 1284. "... un galeone catalano dell'armata di Sicilia prese Margam-ibn-Sabir, capo della tribù araba di Gewara, mentr'egli cavalcava alla volta di Tunis e recollo a Messina...".[4]
- 1284. "...due galeoni di 72 remi..."[5]
- 1286. "... collecta galee 6 et tres galioni...".[6]
- 1287. Galió genovès de Francesco Porcelli.[7][8]
- 1288. “...vbi armaverit cum Galione, seu ligno, & rebus Omnibus quas coepit”.[9][10]
  - L'expressió "galione seu ligno" fa equivalent galió a lleny.
- 1299. Galió de Barcelona.[11]
- 1306. Esment d'un “galion”, en francès, relacionat amb els almogàvers d'Atenes.[12][13]
- 1397. A la batalla de Borgoforte i algunes operacions mlitars relacionades, s’empraren galeres, galiotes i galions.[14]
- abans de 1408? "... per anar a Salou ahont se deya era arribat un galeo carregat de forment per ferlo venir a descarregar a la present Ciutat...".[15]
- 1410. " ...burned the great galliot of Scotland...".[16]
- 1427. Batalla entre dos estols de galions.[17]
- 1430. Estol venecià de 37 galions i altres vaixells.[18]
- 1457. Primera referència “oficial” en castellà als “galeones”: “… é tanto duró la pelea, que los veneçianos fueron vençidos é perdieron diez é siete galeones...”. (Tafur, Pero: Andanças e viajes, c 1457)
- 1492. Agost del any M CCCC LXXXXII (1492). "Dijous, a II. Jueus. Aquest dia entraren e sorgiren (sic) en la plaja de Barchinona una gran nau de Rodes de II mil D botes e una galeassa grossa de Ffrança, e VIII entre nauetes e galeons, totes carreguades de juheus, qui exien de Aragó, de València e de Cathalunya, e eren-se enbarchats part en Tortosa e part en Terragona, exints de dites terres per manament de la majestat del senyor rey. Restaren-ne en Barchinona circa de XX, qui·s faheren cristians; los altres, ab dites fustes, se’n anaren la via de levant, e entre tots eren passats deu mil juheus entre hòmens, dones e infants ".

### Època de transició
- 1493. Galió de Joan Bussot a Sevilla.[19]
- 1494. Referència d'un "galeó" a València.[2]
- 1505. Acta notarial de la captura d'un galió català per part de corsaris.[20]

#### Proto-galions?
- 1523. Segons els registres del port de Barcelona arribaren a la ciutat quatre galions entre un total 43 vaixells mercants. Les capacitats respectives eren de 4.000, 3,500, 2.000 i 2.500 quintars.[21]

### Primer galió que va anar a Amèrica
- 1524. El primer vaixell esmentat com a "galeón" que va viatjar a les Índies fou el Santa Elena, de Lluís de Mataró. Tenia una capacitat d'unes 180 bótes.(Referència: Los barcos de la conquista: Anatomía de un proto-galeón de Indias. Reconstitución conjetural del “Exvoto de Utrera”. Francisco Fernández González. Pàg.27/43).
- 1527. "... y aquel galeón o carabelón para todos no bastaba". (Casas, Fray Bartolomé de las: Historia de las Indias, c 1527 - 1561)[22]

### Sobre galions evolucionats
- 1528. Galió venecià.[23][24]
- 1566. Adler von Lübeck.[25][26]

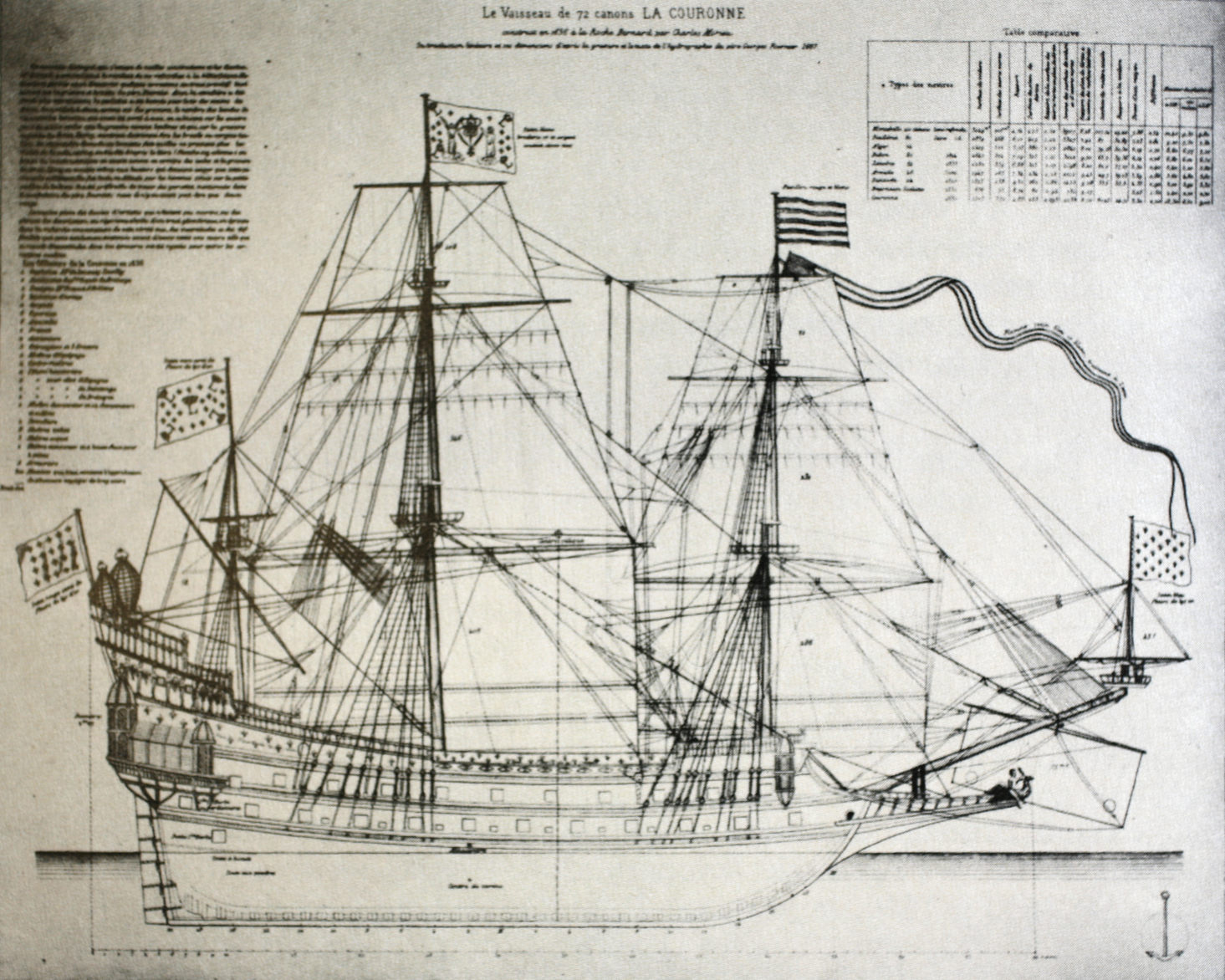
Galió francès La Couronne (1632). Esmentat en francès com “vaisseau de 72 cannons”.

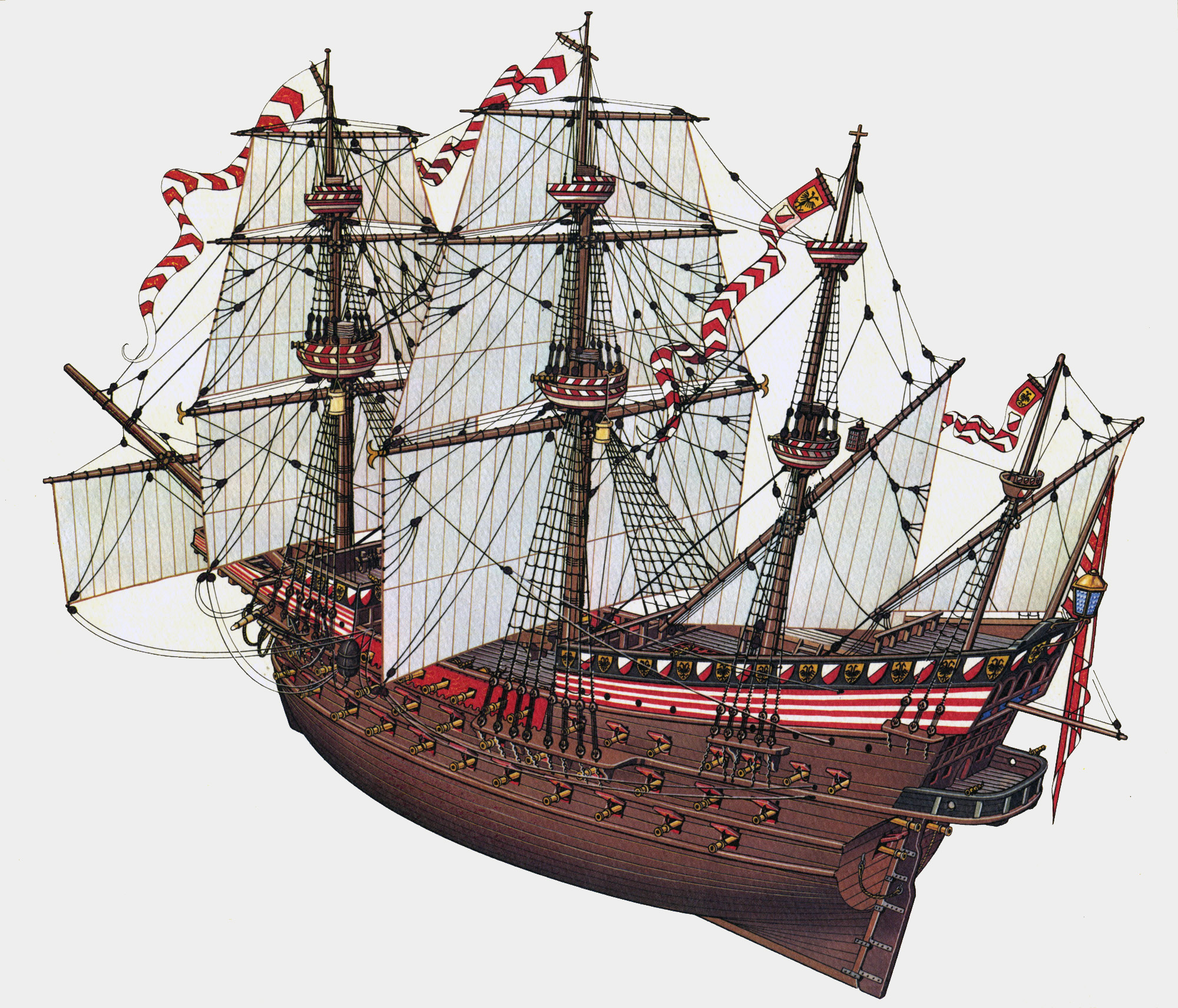
Galió Adler von Lübeck (1566).

- 1567. Dotze "galeones agalerados" de Pedro Menéndez de Avilés.[3][27]
  - L'expressió "galeones agalerados" s'interpreta com a "galions que portaven i podien desplaçar-se amb rems". Indirectament indica l'existència d'altres galions (els més habituals) que no portaven rems.
  - La "flota de Indias" era un estol de vaixells mercants que navegaven protegits per 12 galions ("Los doce apóstoles"). El conjunt era d'unes 50 veles.[28]
- 1577. Golden Hind, galió anglès de Francis Drake.[29]
- 1594. Galió Sant Joan construït a Lloret de Mar per a comerciar amb Alexandria.[30]
- 1607. La definició de galió de Bartolomeo Crescenzio el fa igual a una nau més llarga i fina, cercant velocitat. A vegades aparellat amb arbres de mitjana i contramitjana amb veles llatines. L'arbre mestre i el trinquet hissaven veles caires.[31]
- 1614. Pantero Pantera.[32]
- 1628. Vasa, gran galió suec.
- 1628. Batavia.[33]
- 1632. La Couronne.[34]
- 1698. Galió San José
- 1731. Avarat el galió Nuestra Señora del Pilar de Zaragoza a Cavite.[35]
- 1743. L'almirall anglès George Anson captura el galió espanyol Nuestra Señora de Covadonga.[36][37][38]
- 1750. Santísima Trinidad (galió)
- 1815. Darrer galió de Manila.[39]